# Leonardo da Vinci's automobiel

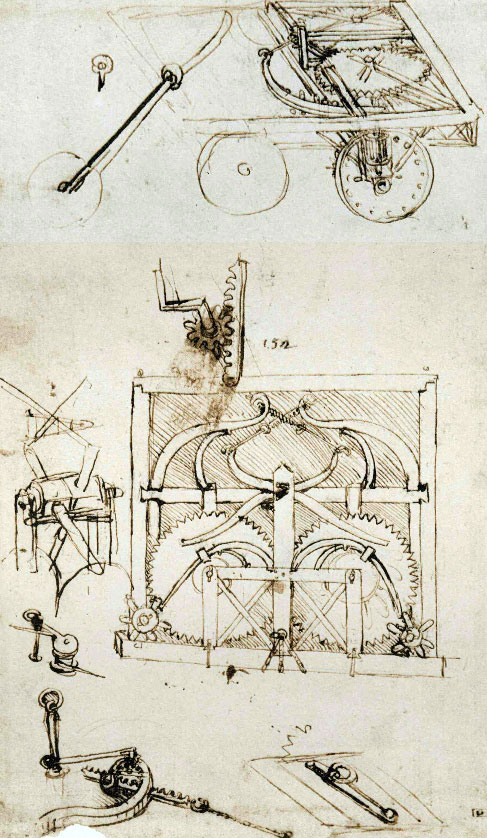
Het oorspronkelijke ontwerp van de zelfrijdende kar

Leonardo's automobiel of Leonardo's zelfrijdende kar is een uitvinding uit 1478 ontworpen door Leonardo da Vinci. Het ontwerp van wat wordt gezien als de voorloper van de moderne auto, werd gevonden in de Codex Atlanticus, een grote verzameling van Da Vinci's geschriften en projecten. Da Vinci werkte het ontwerp niet volledig uit en het voertuig bleef vooral een idee op papier.

## Beschrijving
De zelfrijdende kar werkte dankzij twee symmetrische bladveren die zich in trommelachtige behuizingen bevonden. Wanneer deze veren werden opgewonden, zouden ze energie opslaan die via een systeem van tandwielen naar de wielen werd doorgegeven. Hierdoor kon de kar zichzelf voortbewegen over een afstand van ongeveer veertig meter. Om te zorgen dat de kar niet te snel of te langzaam ging, werd er een soort klokmechanisme gebruikt. Daarnaast had de kar een stuurmechanisme dat je kon instellen met houten blokjes tussen de tandwielen. Daardoor kon de kar zelf bochten maken zonder dat iemand hoefde te sturen. Ook zat er een simpel mechanisme in de kar dat ervoor zorgde dat de wielen in bochten soepel draaiden.

## Replica's
Een replica van de zelfrijdende kar wordt bewaard in het museum Clos Lucé, dichtbij het Kasteel van Amboise, in Frankrijk. Ook de televisieshow Doing DaVinci maakte in 2009 een replica.
De doop van Christus · De annunciatie · Madonna met de anjer · Portret van Ginevra de' Benci · Madonna Benois · De boetvaardige Hiëronymus · De aanbidding door de wijzen · Madonna in de grot · De dame met de hermelijn · Portret van een dame (La Belle Ferronnière) · Het Laatste Avondmaal · Karton van Burlington House · Slag bij Anghiari · Mona Lisa · Maria met kind en Sint-Anna · Johannes de Doper